# Dejan Milovanović
Dejan Milovanović (cyr. Дејан Миловановић; ur. 21 stycznia 1984 w Belgradzie) – serbski piłkarz grający na pozycji pomocnika, reprezentant kraju.

## Kariera

### Crvena Zvezda
W Crvenej Zveździe Belgrad zadebiutował w sezonie 2001/2002.
Osiągał duże sukcesy ze swoją drużyną będąc nie raz mistrzem kraju.

### RC Lens
4 lipca 2008, Milovanović podpisał kontrakt z RC Lens na 4 lata.
Na koniec sezonu 2008/2009, Milovanović i RC Lens wywalczyli awans do Ligue 1.

### Reprezentacja
Milovanović jest dwukrotnym wicemistrzem Europy U-21. Debiut w pierwszej reprezentacji zaliczył 28 maja 2008 w meczu z Rosją grając 76 minut. Trzy dni później wystąpił z Niemcami wchodząc na ostatnie 17 minut.

## Sukcesy

### Klub
Ligue 2
- Mistrzostwo (1): (2009)

Liga Serbii i Czarnogóry
- Mistrzostwo (2): (2004), (2006)

Liga Serbii
- Mistrzostwo (1): (2007)

Puchar Serbii i Czarnogóry
- Zwycięzca (2): (2004, 2006)

Puchar Serbii
- Zwycięzca (1): (2007)

### Reprezentacja
Igrzyska olimpijskie
- udział (1): (2004)

Mistrzostwa Europy U-21 w piłce nożnej
- Wicemistrz (2): (2004), (2007)
- 3. miejsce (1): 2006